# Torre del Tajo
La torre del Tajo es una torre vigía ubicada en el término municipal de Barbate (Cádiz), perteneciente al sistema de torres de vigilancia costera construidas durante el siglo XVI, las cuales recorren gran parte de la costa española. La torre se erige al borde de un acantilado de cien metros de altura, dentro del parque natural de La Breña y Marismas del Barbate.

## Historia

### Contexto histórico

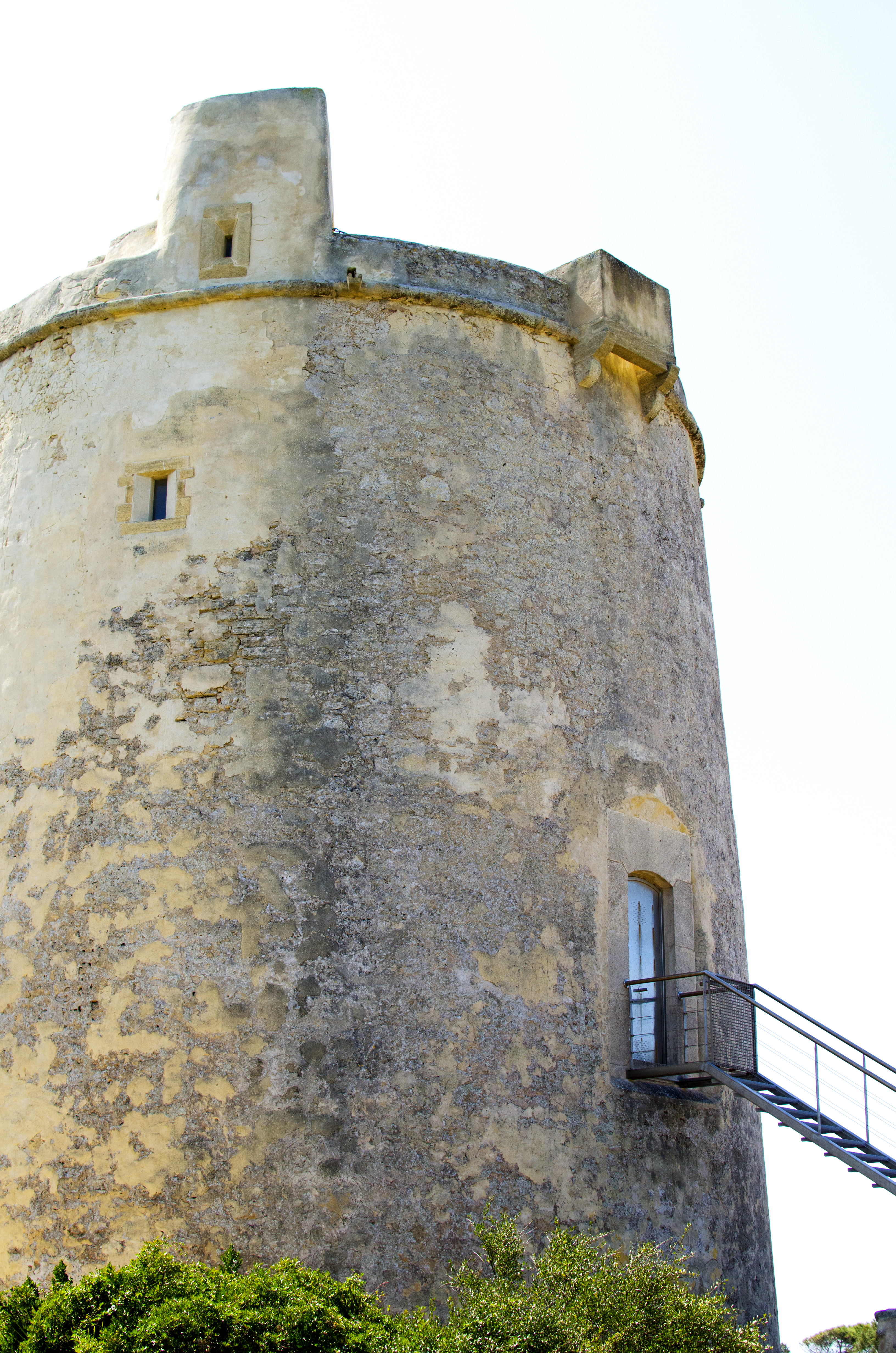
Torre del Tajo.

Durante los siglos siglos XV a XVIII, las costas mediterráneas de todos los reinos cristianos de Europa sufrieron numerosos asaltos de piratas berberiscos, que procedían principalmente de los puertos de Tetuán y Argel. Estos asaltos se debían, básicamente, a dos motivos: uno, el enfrentamiento del Imperio turco contra las potencias cristianas europeas; y, el otro, la expulsión de la población morisca y judía de España, que se asentó en el norte de África, y cuyo contexto de desarraigo propició la práctica de acciones de piratería.
Las costas del estrecho de Gibraltar, debido a su proximidad al norte de África y a la abundante cantidad de población que concentraba durante algunos meses del año (para explotar las almadrabas), se convirtieron en uno de los escenarios principales de estos asaltos berberiscos.

### Construcción
En el siglo XVI, el rey Felipe II de España, a través de Luis Bravo de Laguna, encargó un proyecto de fortificación de las costas atlánticas andaluzas para defenderlas frente a los ataques berberiscos. Se construyeron castillos, como el castillo de Santiago de Barbate (actualmente desaparecido) y torres almenaras, como las torres de Trafalgar, de Meca y de cabo de Gracia (actual faro de Camarinal).
La torre del Tajo fue construida, en un primer lugar, bajo la dirección de Francés de Álava, capitán general de artillería, asesorado por el ingeniero Pedro Libado. A partir de 1577, el encargado de la obra pasó a ser Luis Bravo de Laguna. Las obras se retrasaron unos diez años, concluyéndose en una fecha que se desconoce, entre 1585 y 1588.

### Estado actual
La torre se encuentra en excelente estado de conservación gracias a la restauración llevada a cabo por la Junta de Andalucía entre 1992 y 1993. Además, la torre es visitable, bajo la gestión del parque natural de la Breña y Marismas del Barbate, que organiza asimismo algunas actividades lúdicas en ella a lo largo del año.

## Descripción
Con planta circular y una altura de 13'35 metros desde el baquetón de medio boce al plinto, es un robusto edificio construido en mampostería. Tiene forma troncocónica sobre plinto circular de catorce metros y cinco centímetros de altura hasta el pretil del terrado. El vano de entrada da paso a un zaguán engastado en el muro de la torre y éste, a su vez, es el acceso al único habitáculo de la misma, que se asienta sobre su colmatado cuerpo inferior.
La estancia de la torre es circular y se cubre con una bóveda semiesférica, en cuya clave se observa un óculo para facilitar la comunicación con el terrado. En esta estancia se encuentra la entrada a la caja de la escalera helicoidal, también embebida en el muro, que conduce a la garita.